# Auriculibuller
Auriculibuller — рід грибів родини тремелові (Tremellaceae). Назва вперше опублікована 2004 року.

## Класифікація
До роду Auriculibuller відносять 1 вид:
- Auriculibuller fuscus.

## Поширення
Знайдений на листі Acer monspessulanum в Португалії.